# Michael Arnold
Pour les articles homonymes, voir Arnold.

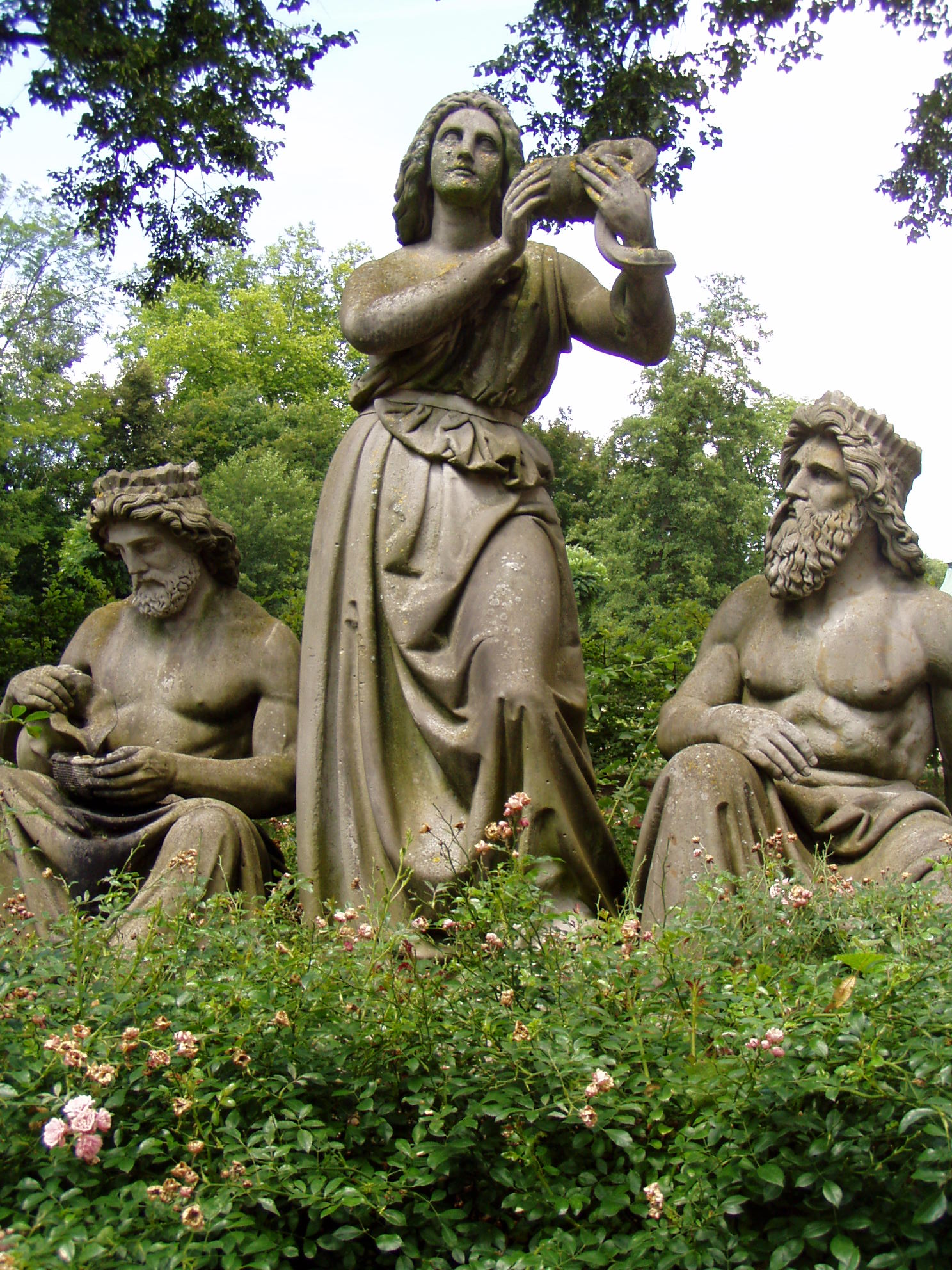
Hygie avec Rákóczi et Pandur (Lindesmühlpromenade, Bad Kissingen) (1857).

Michael Arnold, né le 30 avril 1824 à Aschaffenbourg et mort le 26 octobre 1877 à Bad Bocklet, est un sculpteur allemand.

## Biographie
Michael Arnold naît le 30 avril 1824 à Aschaffenbourg,.
Cet artiste exécute un très grand nombre d’œuvres et est nommé professeur à l’école de dessin de Kissingen. Après un voyage d’étude à Rome, il crée le groupe de fontaines de la place du Casino à Kissingen et la statue de Max 11. Parmi ses nombreux travaux, on cite : Le monument des Vétérans à Mannheim et une Germania exécutée pour le tombeau des Bavarois morts, le 10 juillet 1866, au combat près de Kissingen. 
Il meurt le 26 octobre 1877 à Bad Bocklet.